# 社会 (期刊)
《社会》杂志（英語：Chinese Journal of Sociology）于1981年创刊，由上海市教育委员会主管，上海大学主办，是1979年中国大陆恢复社会学学科以后最早创办的社会学专业类期刊。

## 简介
《社会》为双月刊，1981年10月创刊，并于2005年进行改版。自改版以来，《社会》杂志秉承的办刊方向为：理论探讨与经验研究并重、社会关怀与学术探索相结合。此外，《社会》杂志关注中国社会转型中出现的深层次问题，重视推进规范性学术制度的建设，并努力搭建中外社会学者之间、社会学与其他相关学科之间学术对话的平台，由此刊登国内外社会学及相关领域最新的研究论文等。
《社会》杂志的官方网站为学者提供了科学便捷的网上“投审稿系统”，同时为读者提供了杂志自2005年改版以来每期电子版文章的免费下载。

## 荣誉
2018年，杂志被中华人民共和国国家新闻出版广电总局新闻报刊司评为2017年全国“百强报刊”。